# Jastrzębi Kopiniaczek
Jastrzębi Kopiniaczek (słow. Jastrabí hrb, Kopiniakový hrb) – turnia o trzech wierzchołkach położona w Jastrzębiej Grani w słowackiej części Tatrach Wysokich. Jest jednym z dwóch wzniesień znajdujących się na odcinku pomiędzy Jastrzębimi Kopiniakami na zachodzie a Jastrzębią Turnią na wschodzie. Od Jastrzębiej Czubki we wschodniej grani Skrajnego Jastrzębiego Kopiniaka oddzielają go Jastrzębie Wrótka, natomiast od Jastrzębiej Turni oddzielony jest głęboką Jastrzębią Przełęczą. Wzniesienie nie wyróżnia się w grani.
Jastrzębia Grań oddziela Dolinę Jagnięcą od Doliny Jastrzębiej. Do Doliny Jastrzębiej opadają z turni dwie ściany: niższa południowo-wschodnia i wyższa południowa. Są one przedzielone prawym filarem ściany południowej. Ściana południowa jest szersza w swoich dolnych partiach i przecięta w ok. 1/3 wysokości Kopiniaczkową Drabiną, kończącą się trawnikiem nazywanym Kopiniaczkową Pościelą. Od prawej do lewej w ścianie tej wyróżnia się następujące formacje:
- prawy filar, pnący się do środkowego wierzchołka Jastrzębiego Kopiniaczka,
- prawa depresja,
- środkowy filar, łączący się w wyższych partiach z prawym,
- lewa depresja, sięgająca do bloku szczytowego,
- lewy filar[2].

Na Jastrzębiego Kopiniaczka, podobnie jak na inne obiekty w Jastrzębiej Grani, nie prowadzą żadne znakowane szlaki turystyczne. Najdogodniejsze drogi dla taterników wiodą na szczyt granią z obu stron, przejście ściany południowej jest natomiast nadzwyczaj trudne (V+ w skali UIAA).
Pierwsze wejścia, zarówno letnie, jak i zimowe, miały miejsce podczas pierwszych wejść na Skrajny Jastrzębi Kopiniak.
Turnia bywa nazywana także Jastrzębią Czubą.